# Fred Loose
Fred Loose ist ein deutscher Weltrekordhalter im Blutplasmaspenden aus Stahnsdorf.
Loose engagiert sich seit 1969 als Blutplasmaspender, nachdem ihn eine Arzthelferin auf die Bedeutung von Blutplasmaspenden aufmerksam gemacht hatte. Seither lässt der Agraringenieur sich bis zu 38-mal im Jahr unentgeltlich Blutplasma abnehmen. Am 31. Juli 2006 wurde er mit seiner tausendsten Spende zum Weltrekordhalter im Blutplasmaspenden.
Seit mehreren Jahren ist er zudem Mitglied des Kreisverbandes Potsdam/Zauch-Belzig e.V. des Deutschen Roten Kreuzes.
Für sein soziales Engagement wurde er am 14. Juni 2006 vom brandenburgischen Ministerpräsidenten Matthias Platzeck mit dem Verdienstorden des Landes Brandenburg ausgezeichnet.